# よゐことくばん
よゐことくばん（よいことくばん）とはフジテレビONEで放送されていたバラエティ番組である。

## 概要
よゐこの企画案の後継番組として、シーズン1が2012年5月13日から2013年3月24日、シーズン2が2013年5月5日から2014年3月22日まで放送された。全12回。
全国各地のリサイクルショップ(お宝ショップ)を数店回り、漫画、DVD、古着など、よゐこの二人がそれぞれ気に入ったものを自腹で買うという企画である。
全12回での総購入金額は、濱口が37万8,267円、有野が50万3,831円であった。

## 出演
- よゐこ
  - 濱口優
  - 有野晋哉
- 斉藤舞子（ナレーション）

## 放送内容

### シーズン1
シーズン1ではロケバスにのって関東各県のリサイクルショップを巡っていた。
| 回    | 初回放送日    | タイトル                                       |
| ----- | ------------- | ---------------------------------------------- |
| 第1回 | 2012年5月13日 | 全国リサイクルショップお宝ハンター - 千葉県編  |
| 第2回 | 2012年7月8日  | 全国リサイクルショップお宝ハンター2 - 茨城県編 |
| 第3回 | 2012年9月23日 | 全国リサイクルショップお宝ハンター3 - 東京都編 |
| 第4回 | 2012年11月4日 | 全国リサイクルショップお宝ハンター4 - 埼玉県編 |
| 第5回 | 2013年1月27日 | 全国リサイクルショップお宝ハンター5 - 群馬県編 |
| 第6回 | 2013年3月24日 | 全国リサイクルショップお宝ハンター6 - 栃木県編 |

第1回（2012年5月13日）
全国リサイクルショップお宝ハンター - 千葉県のリサイクルショップを回った。濱口が200円で買ったスカウター型メジャーが他の店で700円で売れた。
第2回（2012年7月8日）
全国リサイクルショップお宝ハンター2 - 茨城県のリサイクルショップを回った。1店目で買ったDVDボックスをその後の店で高く売ろうとしたり、途中濱口の提案で牛久大仏を普通に観光したりした。また、この回から視聴者プレゼントも購入するようになった。
第3回（2012年9月23日）
全国リサイクルショップお宝ハンター3 - 東京都のリサイクルショップを回った。この回から視聴者からのはがきを読むコーナーが開始した。ある視聴者から「よぬこのサインください」というはがきが大量に送られてきたため、「よぬこ」名義でサインを書いてプレゼントした。濱口はTENGAに使うローションが切れたという事でアダルトコーナーでローションを購入、有野とスタッフの顰蹙を買った。途中赤塚不二夫ミュージアムを見学、最後に立ち寄った古着コーナーでミッキーマウスのビンテージトレーナーを発見した濱口は2万5000円するトレーナーを買うかどうか、店の外に出てドクターペッパーを飲みながら悩みに悩んだ末購入。
第4回（2012年11月4日）
全国リサイクルショップお宝ハンター4 - 埼玉県のリサイクルショップを回った。有野は1店目で50000円近くの散財。2店目でトリプルチェンジ変身ベルトを購入した濱口は、3店目で仮面ライダーディケイドのDXディケイドライバーを見つけるもサイズが合わず断念。
第5回（2013年1月27日）
全国リサイクルショップお宝ハンター5 - 群馬県のリサイクルショップを回った。前回、変身ベルトのサイズが合わずにベルト購入を断念した有野を見かねた視聴者が大人でも変身ベルトを負ける延長ベルトをプレゼントした。
第6回（2013年3月24日）
全国リサイクルショップお宝ハンター6 - 栃木県のリサイクルショップを回った。有野の「アシスタントギャルが欲しい」という要望に応え、ゲストに桜井未来を迎えて1軒目の店を回った(桜井はスケジュールの都合で昼食まで同行)。

### シーズン2
シーズン2の第8回以降は成田空港からジェットスターを利用し、全国各地へ旅する企画となった。
| 回     | 初回放送日     | タイトル                                               |
| ------ | -------------- | ------------------------------------------------------ |
| 第7回  | 2013年5月5日   | 中野ブロードウェイ 開店から閉店まで17時間ずっといた日  |
| 第8回  | 2013年7月18日  | 全国リサイクルショップお宝ハンター大阪帰省編           |
| 第9回  | 2013年9月29日  | 全国リサイクルショップお宝ハンター北海道編             |
| 第10回 | 2013年11月30日 | 全国リサイクルショップお宝ハンター福岡編               |
| 第11回 | 2014年1月30日  | 全国リサイクルショップお宝ハンター四国編               |
| 第12回 | 2014年3月22日  | 全国リサイクルショップお宝ハンターあの店舗にもう一度！ |

第7回（2013年5月5日）
～中野ブロードウェイ　開店から閉店まで17時間ずっといた日～‐タイトルどおり。東京都中野区の商業ビル中野ブロードウェイに午前7時のオープンから入場し、深夜24時の閉店までビルの中を散策した。しかし大概の店舗が昼近くにならないとオープンしないため(まんだらけは12時から)、朝のビル内は開店している店がまばらで真っ暗、エスカレーターも動いていなかった。そのため午前中はほぼ徒労に終わる。夕方になってさすがにネタが尽きてきたため途中、HIRO(安田大サーカス)を呼んで一緒にまわる事に。食事も朝は弁当屋の弁当、昼は喫茶店で焼きそば、夜は天ぷら屋でHIROと一緒に天丼とビル内で済ませた。朝10時に地下フロアの入館一番乗りを目論むも、ドアが開いて拍手している間に出勤してきた女性に出し抜かれて失敗に終わる。
第8回（2013年7月18日）
～全国リサイクルショップお宝ハンター大阪帰省編～‐成田空港からジェットスターで大阪国際空港へ飛び、日帰りで大阪府内のリサイクルショップを回った。昼食は濱口の実家の喫茶店「はまゆう」へ。有野は「大阪っぽいもん食べたいわー」と愚痴っていた。濱口の弟が結婚したということで、濱口だけでなく有野も近所のATMでお金をおろしてご祝儀を渡した。また、成田に戻った後に千葉県内でリサイクルショップをもう一軒回った。
第9回（2013年9月29日）
～全国リサイクルショップお宝ハンター北海道編～‐前回同様、成田空港からジェットスターで新千歳空港へ飛び、日帰りで札幌市内のリサイクルショップを回った。昼食として札幌市中央卸売市場を見学しカニを試食。濱口はあまりの美味さにカニを自腹で購入し持ち帰る。有野がカニミソをシャツに落として汚すハプニングが発生。その後場内食堂に入り有野は刺身定食にホタテ焼きと鉄砲汁。濱口は海鮮丼と鉄砲汁を食してあまりの美味しさに大満足。さらにリサイクルショップそっちのけでさっぽろ羊ヶ丘展望台も観光、クラーク像と写真を撮り、ソフトクリームにとうもろこしを食べるというベタな札幌観光を楽しんでいた。さらに前回と同じく、成田到着後千葉県内のリサイクルショップをもう一軒回った。有野が老眼進行中である事が発覚し濱口はショックを受ける。プレゼントのキーワードも「有野、ローガン大統領就任」に決定。
第10回（2013年11月30日）
～全国リサイクルショップお宝ハンター福岡編～‐平成25年台風第26号が接近する中、成田空港からジェットスターで福岡空港へ飛び、今回は1泊して福岡県内のリサイクルショップを回った。夕食はもつ鍋を食べ、はがきコーナーはもつ鍋を煮込んでいる間に行った。2日目は福岡市中央卸売市場鮮魚市場で朝食を食べ、成田に戻った後秋葉原に行き、バンダイの協力による、タダでガシャポンやり放題の新コーナー「よゐことガシャポン」を開始(秋葉原ガシャポン会館でロケ)。濱口はふなっしーのガシャポンで3回連続で同じ商品を出した。濱口がアダルトコーナーで業務用のタンク入りローションを有野に見せようとして万引き防止のアラームが鳴るハプニングがあった。有野はばら売りで欲しかったDVDボックスのパッケージが破損したため、強引すぎる交渉の末ばら売りをしてもらった。店員と本気の交渉をしたため、濱口に「感じ悪い」と窘められる。濱口も視聴者プレゼント用に購入したものが欲しくなり、「よゐことガシャポン」のコーナーで獲得したものを視聴者プレゼントに回した。
第11回（2014年1月30日）
～全国リサイクルショップお宝ハンター四国編～‐成田空港からジェットスターで高松空港に向かい四国（香川県・高知県）のリサイクルショップを回った。四国、香川といえばうどんと成田に向かうロケバスで言っていたにもかかわらず、有野は成田空港でうどんを食べ、濱口を呆れさせていた。毎回シャ乱Qのリクエストハガキを何枚も送ってくる視聴者のためにシャ乱QのCDを視聴者プレゼントにした。また、クイズダービーのボードゲームを見つけた際には、若手時代に出演した時の思い出を語っていた(10点だけ賭けようとして怒られる)。前回の放送での強引なばら売りと視聴者プレゼントの持ち帰りに対して苦情のハガキが届く。昼はさぬきうどんを食べ、1時就寝5時集合の濱口は眠いともらしていた。その後高知県桂浜で坂本龍馬像で同じポーズを取るというベタな観光をした。3軒目がめぼしいものがなく時間が余ったため、飛行機の時間まで高知名物のカツオのたたきを食べた。東京に戻ってから（今回は秋葉原ではなく、濱口曰く「どこぞの吹き抜け」で）「よゐことガシャポン」を行った。
第12回（2014年3月22日）
～全国リサイクルショップお宝ハンターあの店舗にもう一度！～-思い出をふり返る形で今までに訪れた店舗を再訪する。東京（第3回）→埼玉（第4回）→栃木（第6回）→茨城（第2回）の4店舗を回った。全ての買い物を終え「よゐことガシャポン」のコーナーを行った後、シーズン2の最終回である事を発表。これまでの総購入金額をまとめ、番組に幕を下ろした。